# Dia

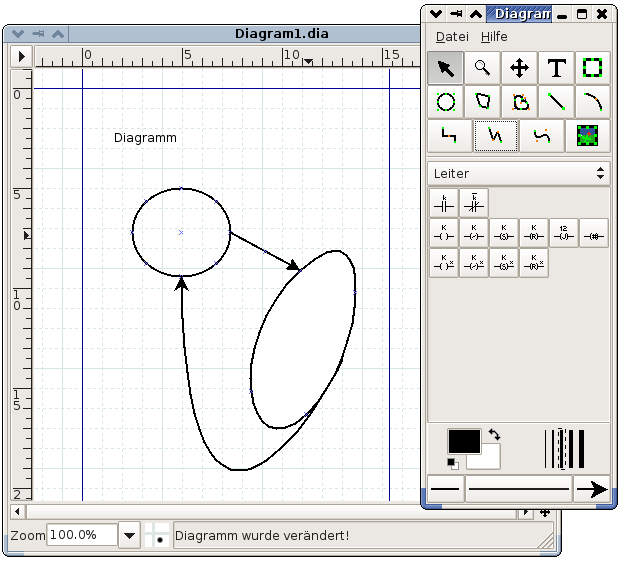
Dia chạy trong môi trường XFCE.

Dia là phần mềm tự do hỗ trợ vẽ các biểu đồ vec tơ, với các tính năng tương tự như Microsoft Visio.

## Hỗ trợ nhiều định dạng
Dạng file riêng của Dia có phần mở rộng là dia, về bản chất là file XML được nén để tiết kiệm dung lượng.
Dia có khả năng mở nhiều loại file, ngoài *.dia, còn có các loại hình vec tơ: Visio XML *.vdx, DXF, SVG, và FIG (của XFig); và raster: BMP, PNG, GIF, JPG, XPM.
Dia có thể xuất ra nhiều dạng file khác ngoài số kể trên. Đó là các dạng file PostScript và PDF nhờ thư viện Cairo; các dạng EMF, WMF, EPS; và cả những đoạn mã lệnh khác nhau để phát sinh được hình vẽ (dùng Metapost, PSTricks, và XFig).
Phiên bản mới, Dia 0.97, đã cải thiện render và hỗ trợ in ấn với Gtk+/Cairo; khởi động nhanh hơn; có hộp thoại tìm kiếm và thay thế cho các đối tượng hình vẽ có tên; hình vẽ có thể chứa nhiều hình con có thể giữ nguyên tỉ lệ ngay cả khi ta thu phóng hình vẽ lớn. Ngoài ra còn có hỗ trợ xuất file EMF cho Linux x86.

## Tính năng mở rộng
Phần mềm cho phép người dùng lập trình mở rộng bằng ngôn ngữ lập trình Python thông qua các plug-in. Đơn giản hơn, có thể tạo ra các hình cơ bản khác bằng cách tự viết những file XML ngắn.